# Élections présidentielles sous la Cinquième République en Lot-et-Garonne
Depuis l'adoption de la Constitution de la Cinquième République française en 1958, dix élections présidentielles ont eu lieu afin d'élire le président de la République. Cette page présente les résultats de ces élections en Lot-et-Garonne.

## Synthèse des résultats du second tour
Jusqu'en 1981, le Lot-et-Garonne vote plus à gauche que la France. Le département vote ensuite selon la tendance nationale. En 2017, Emmanuel Macron obtient 7 points de moins qu'au niveau national. En 2022, Marine Le Pen arrive en tête dans le département avec 50,49% alors qu'Emmanuel Macron est élu niveau national.
| année | Répartition des exprimés | Répartition des exprimés | Participation (% des inscrits) | Blancs ou nuls (% des votants) |

| 2022 | Emmanuel Macron (49,51%) (France : 58,55 %) | Marine Le Pen (50,49 %) (France : 41,45 %) | 75,92 % (France : 71,99 %) | 8,11 % (France : 6,23 %) |

| 2017 | Emmanuel Macron (59,47 %) (France : 66,10 %) | Marine Le Pen (40,53 %) (France : 33,90 %) | 78,3 % (France : 77,77 %) | 2,2 % (France : 2,47 %) |

| 2012 | François Hollande (51,35 %) (France : 51,64 %) | Nicolas Sarkozy (48,65 %) (France : 48,36 %) | 83,27 % (France : 80,35 %) | 2,04 % (France : 5,82 %) |

| 2007 | Nicolas Sarkozy (53,96 %) (France : 53,06 %) | Ségolène Royal (46,04 %) (France : 46,94 %) | 87,22 % (France : 83,97 %) | 1,46 % (France : 4,20 %) |

| 2002 | Jacques Chirac (77,94 %) (France : 82,21 %) | J.-M. Le Pen (22,06 %) (France : 17,79 %) | 74,82 % (France : 79,71 %) | 3,74 % (France : 3,38 %) |

| 1995 | Jacques Chirac (52,06 %) (France : 52,64 %) | Lionel Jospin (47,94 %) (France : 47,36 %) | 82,23 % (France : 78,38 %) | 3,38 % (France : 2,81 %) |

| 1988 | François Mitterrand (54,02 %) (France : 54,02 %) | Jacques Chirac (45,98 %) (France : 45,98 % %) | 84,39 % (France : 81,35 %) | 2,28 % (France : 2,00 %) |

| 1981 | François Mitterrand (56,62 %) (France : 51,76 %) | Valéry Giscard d'Estaing (43,38 %) (France : 48,24 %) | 83,59 % (France : 81,09 %) | 1,74 % (France : 1,62 %) |

| 1974 | Valéry Giscard d'Estaing (44,99 %) (France : 50,81 %) | François Mitterrand (55,01 %) (France : 49,19 %) | 85,71 % (France : 84,23 %) | 1 % (France : 0,92 %) |

| 1969 | Georges Pompidou (47,86 %) (France : 58,21 %) | Alain Poher (52,14 %) (France : 41,79 %) | 80 % (France : 77,59 %) | 1 % (France : 1,29 %) |

| 1965 | Charles de Gaulle (40,57 %) (France : 55,20 %) | François Mitterrand (59,43 %) (France : 44,80 %) | 86,44 % (France : 84,75 %) | 1,13 % (France : 1,01 %) |

|  | ▲ |

## Résultats détaillés par scrutin

### 2022
Arrivé en tête du premier tour, le président sortant Emmanuel Macron (27,85 %) affronte Marine Le Pen (23,15 %), un duel identique à celui du scrutin de 2017. C'est la deuxième fois qu'un second tour opposant les mêmes candidats à deux scrutins présidentiels consécutifs a lieu après ceux où se sont affrontés Valéry Giscard d'Estaing et François Mitterrand en 1974 et 1981.
En troisième position avec 21,95 % des voix, Jean-Luc Mélenchon réalise le score le plus élevé de ses trois candidatures et arrive largement en tête de la gauche, mais échoue à accéder au second tour, avec environ 400 000 voix de moins que Marine Le Pen.
Une nouvelle fois, les partis politiques traditionnels sont absents du second tour, dans des proportions encore plus importantes que lors de la précédente élection. Le Parti socialiste et Les Républicains, représentés respectivement par Anne Hidalgo et Valérie Pécresse, s'effondrent avec des scores historiquement faibles et n'atteignent pas le seuil des 5 %, condition permettant d'être remboursé des frais de campagne.
Pour la première fois, les candidatures classées à l'extrême droite dépassent le seuil de 30 % des suffrages exprimés au premier tour tandis que les sondages d'opinion laissent annoncer un duel serré face au président sortant, la possibilité d'une victoire pour Marine Le Pen étant pour la première fois envisagée par ceux-ci.
Le second tour voit Emmanuel Macron l'emporter par 58,55 % des suffrages exprimés, permettant ainsi au président sortant d'entamer un second mandat. Le septennat ayant été aboli en 2000, il devient ainsi le premier président de la République française à être réélu pour un deuxième quinquennat, le deuxième président de la Cinquième République réélu hors période de cohabitation et le quatrième président de la Cinquième République réélu.
En Lot-et-Garonne, Marine Le Pen arrive en tête du premier tour avec 27,32 % des exprimés, suivie de Emmanuel Macron (23,12%), Jean-Luc Mélenchon (18,49%), Éric Zemmour (8,50%) et Jean Lassalle (7,39%). Au second tour, les électeurs ont voté à 50,49% pour Marine Le Pen contre 49,51 % pour Emmanuel Macron avec un taux de participation de 75,92 % des inscrits.
| Candidats                | Candidats                | Partis                   | Premier tour | Premier tour | Second tour | Second tour |
| Candidats                | Candidats                | Partis                   | Voix         | %            | Voix        | %           |
| ------------------------ | ------------------------ | ------------------------ | ------------ | ------------ | ----------- | ----------- |
|                          | Marine Le Pen            | RN                       | 50 290       | 27,32        | 82 619      | 50,49       |
|                          | Emmanuel Macron          | LREM                     | 42 568       | 23,12        | 81 013      | 49,51       |
|                          | Jean-Luc Mélenchon       | LFI                      | 34 044       | 18,49        |             |             |
|                          | Éric Zemmour             | REC                      | 15 646       | 8,50         |             |             |
|                          | Jean Lassalle            | RES                      | 13 600       | 7,39         |             |             |
|                          | Valérie Pécresse         | LR                       | 7 703        | 4,18         |             |             |
|                          | Yannick Jadot            | EELV                     | 5 686        | 3,09         |             |             |
|                          | Fabien Roussel           | PCF                      | 4 970        | 2,70         |             |             |
|                          | Nicolas Dupont-Aignan    | DLF                      | 3 912        | 2,12         |             |             |
|                          | Anne Hidalgo             | PS                       | 3 357        | 1,82         |             |             |
|                          | Philippe Poutou          | NPA                      | 1 437        | 0,78         |             |             |
|                          | Nathalie Arthaud         | LO                       | 889          | 0,48         |             |             |
|                          |                          |                          |              |              |             |             |
| Votes valides            | Votes valides            | Votes valides            | 184 102      | 76,29        | 163 632     | 89,32       |
| Votes blancs             | Votes blancs             | Votes blancs             | 2 793        | 1,48         | 12 858      | 7,02        |
| Votes nuls               | Votes nuls               | Votes nuls               | 1 502        | 0,80         | 6 716       | 3,67        |
| Total                    | Total                    | Total                    | 188 397      | 100          | 183 206     | 100         |
| Abstention               | Abstention               | Abstention               | 52 907       | 21,93        | 58 106      | 24,08       |
| Inscrits / participation | Inscrits / participation | Inscrits / participation | 241 304      | 78,07        | 241 312     | 75,92       |

### 2017
Le premier tour de l'élection présidentielle de 2017 voit s'affronter onze candidats. Emmanuel Macron arrive en tête devant Marine Le Pen et tous deux se qualifient pour le second tour. Néanmoins, avec François Fillon et Jean-Luc Mélenchon, les scores des quatre candidats ayant recueilli le plus de voix sont serrés (4,43 points entre le 1er et le 4e). Pour la première fois, aucun des candidats des deux partis politiques pourvoyeurs jusque-là des présidents de la Ve République, n'est présent au second tour. Celui-ci se tient le dimanche 7 mai et se solde par la victoire d'Emmanuel Macron, avec un total de 20 753 798 bulletins de vote en sa faveur, soit 66,10 % des suffrages exprimés, face à la candidate du Front national, qui recueille 33,90 %. Le scrutin est néanmoins marqué par une forte abstention et par un record de votes blancs ou nuls.
En Lot-et-Garonne, Marine Le Pen arrive en tête du premier tour avec 25,03 % des exprimés, suivie de Emmanuel Macron (20,79 %), Jean-Luc Mélenchon (19,08 %), François Fillon (18,44 %) et Benoît Hamon (5,63 %). Au second tour, les électeurs ont voté à 59,47 % pour Emmanuel Macron contre 40,53 % pour Marine Le Pen avec un taux de participation de 78,3 % des inscrits.
|             | FN          | Marine Le Pen         | 47 271  | 25,03 %    | 66 393  | 40,53 %    |  |  |
|             | EM          | Emmanuel Macron       | 39 253  | 20,79 %    | 97 418  | 59,47 %    |  |  |
|             | LFi         | Jean-Luc Mélenchon    | 36 018  | 19,08 %    |         |            |  |  |
|             | LR          | François Fillon       | 34 828  | 18,44 %    |         |            |  |  |
|             | PS          | Benoît Hamon          | 10 639  | 5,63 %     |         |            |  |  |
|             | DlF         | Nicolas Dupont-Aignan | 9 407   | 4,98 %     |         |            |  |  |
|             | RES         | Jean Lassalle         | 6 083   | 3,22 %     |         |            |  |  |
|             | NPA         | Philippe Poutou       | 2 292   | 1,21 %     |         |            |  |  |
|             | UPR         | François Asselineau   | 1 660   | 0,88 %     |         |            |  |  |
|             | LO          | Nathalie Arthaud      | 1 044   | 0,55 %     |         |            |  |  |
|             | SeP         | Jacques Cheminade     | 327     | 0,17 %     |         |            |  |  |
|             |             |                       |         |            |         |            |  |  |
|             |             |                       | Nombre  | % inscrits | Nombre  | % inscrits |  |  |
| Inscrits    | Inscrits    | Inscrits              | 240 931 |            | 240 882 |            |  |  |
| Abstentions | Abstentions | Abstentions           | 46 805  | 19,43 %    | 52 263  | 21,7 %     |  |  |
| Votants     | Votants     | Votants               | 194 126 | 80,57 %    | 188 619 | 78,3 %     |  |  |
|             |             |                       |         |            |         |            |  |  |
|             |             |                       |         | % votants  |         | % votants  |  |  |
| Blancs      | Blancs      | Blancs                | 3 660   | 1,52 %     | 17 019  | 7,07 %     |  |  |
| Nuls        | Nuls        | Nuls                  | 1 644   | 0,68 %     | 7 789   | 3,23 %     |  |  |
| Exprimés    | Exprimés    | Exprimés              | 188 822 | 78,37 %    | 163 811 | 68 %       |  |  |

### 2012
Hollande, désigné par le PS à la suite d'une primaire ouverte, devance Sarkozy dès le premier tour de l'élection présidentielle de 2012 : c'est la première fois qu'un président sortant est ainsi devancé. Au second tour, Sarkozy est battu mais par un écart plus faible qu'attendu.
En Lot-et-Garonne, François Hollande arrive en tête du premier tour avec 26,91 % des exprimés, suivi de Nicolas Sarkozy (25,32 %), Marine Le Pen (21,41 %), Jean-Luc Mélenchon (11,69 %) et François Bayrou (8,85 %). Au second tour, les électeurs ont voté à 51,35 % pour François Hollande contre 48,65 % pour Nicolas Sarkozy avec un taux de participation de 84,19 % des inscrits.
|                | PS             | François Hollande     | 52 893  | 26,91 %    | 96 766  | 51,35 %    |  |  |
|                | UMP            | Nicolas Sarkozy       | 49 768  | 25,32 %    | 91 663  | 48,65 %    |  |  |
|                | FN             | Marine Le Pen         | 42 080  | 21,41 %    |         |            |  |  |
|                | FG             | Jean-Luc Mélenchon    | 22 966  | 11,69 %    |         |            |  |  |
|                | MoDem          | François Bayrou       | 17 394  | 8,85 %     |         |            |  |  |
|                | EELV           | Éva Joly              | 3 775   | 1,92 %     |         |            |  |  |
|                | DLF            | Nicolas Dupont-Aignan | 3 522   | 1,79 %     |         |            |  |  |
|                | NPA            | Philippe Poutou       | 2 699   | 1,37 %     |         |            |  |  |
|                | LO             | Nathalie Arthaud      | 974     | 0,5 %      |         |            |  |  |
|                | S&P            | Jacques Cheminade     | 461     | 0,23 %     |         |            |  |  |
|                |                |                       |         |            |         |            |  |  |
|                |                |                       | Nombre  | % inscrits | Nombre  | % inscrits |  |  |
| Inscrits       | Inscrits       | Inscrits              | 240 926 |            | 240 698 |            |  |  |
| Abstentions    | Abstentions    | Abstentions           | 40 306  | 16,73 %    | 38 053  | 15,81 %    |  |  |
| Votants        | Votants        | Votants               | 200 620 | 83,27 %    | 202 645 | 84,19 %    |  |  |
|                |                |                       |         |            |         |            |  |  |
|                |                |                       |         | % votants  |         | % votants  |  |  |
| Blancs ou nuls | Blancs ou nuls | Blancs ou nuls        | 4 088   | 2,04 %     | 14 216  | 7,02 %     |  |  |
| Exprimés       | Exprimés       | Exprimés              | 196 532 | 97,96 %    | 188 429 | 97,96 %    |  |  |

### 2007
Au premier tour de l'élection présidentielle de 2007, Sarkozy réussit à capter une partie des voix de Le Pen et arrive largement en tête. Royal est la première femme qualifiée pour le second tour d'une élection présidentielle. Elle est battue avec une avance de 6 points.
En Lot-et-Garonne, Nicolas Sarkozy arrive en tête du premier tour avec 29,17 % des exprimés, suivi de Ségolène Royal (25,22 %), François Bayrou (18,47 %), Jean-Marie Le Pen (12,5 %) et Olivier Besancenot (3,86 %). Au second tour, les électeurs ont voté à 53,96 % pour Nicolas Sarkozy contre 46,04 % pour Ségolène Royal avec un taux de participation de 87,18 % des inscrits.
|                | UMP            | Nicolas Sarkozy      | 59 914  | 29,17 %    | 107 261 | 53,96 %    |  |  |
|                | PS             | Ségolène Royal       | 51 813  | 25,22 %    | 91 516  | 46,04 %    |  |  |
|                | UDF            | François Bayrou      | 37 930  | 18,47 %    |         |            |  |  |
|                | FN             | Jean-Marie Le Pen    | 25 682  | 12,5 %     |         |            |  |  |
|                | LCR            | Olivier Besancenot   | 7 930   | 3,86 %     |         |            |  |  |
|                | MPF            | Philippe de Villiers | 4 681   | 2,28 %     |         |            |  |  |
|                | GPA            | Marie-George Buffet  | 4 545   | 2,21 %     |         |            |  |  |
|                | CPNT           | Frédéric Nihous      | 3 933   | 1,91 %     |         |            |  |  |
|                | SE             | José Bové            | 3 280   | 1,6 %      |         |            |  |  |
|                | Les Verts      | Dominique Voynet     | 2 589   | 1,26 %     |         |            |  |  |
|                | LO             | Arlette Laguiller    | 2 183   | 1,06 %     |         |            |  |  |
|                | CNRSP          | Gérard Schivardi     | 933     | 0,45 %     |         |            |  |  |
|                |                |                      |         |            |         |            |  |  |
|                |                |                      | Nombre  | % inscrits | Nombre  | % inscrits |  |  |
| Inscrits       | Inscrits       | Inscrits             | 238 999 |            | 238 952 |            |  |  |
| Abstentions    | Abstentions    | Abstentions          | 30 536  | 12,78 %    | 30 640  | 12,82 %    |  |  |
| Votants        | Votants        | Votants              | 208 463 | 87,22 %    | 208 312 | 87,18 %    |  |  |
|                |                |                      |         |            |         |            |  |  |
|                |                |                      |         | % votants  |         | % votants  |  |  |
| Blancs ou nuls | Blancs ou nuls | Blancs ou nuls       | 3 050   | 1,46 %     | 9 535   | 4,58 %     |  |  |
| Exprimés       | Exprimés       | Exprimés             | 205 413 | 98,54 %    | 198 777 | 95,42 %    |  |  |

### 2002
Après cinq années de cohabitation, un duel est attendu entre Chirac et le Premier ministre Jospin lors de l'élection présidentielle de 2002, mais, à la surprise générale, ce dernier est devancé par Le Pen au premier tour. Au second tour, Chirac bénéficie du ralliement de la gauche et reçoit un score sans précédent. Il s'agit de la première élection pour un mandat de cinq ans et non plus sept.
En Lot-et-Garonne, Jean-Marie  Le Pen arrive en tête du premier tour avec 18,91 % des exprimés, suivi de Jacques  Chirac (17,46 %), Lionel  Jospin (15,74 %), Jean  Saint-Josse (9,26 %) et François Bayrou (6,71 %). Au second tour, les électeurs ont voté à 77,94 % pour Jacques  Chirac contre 22,06 % pour Jean-Marie  Le Pen avec un taux de participation de 83,43 % des inscrits.
|                | FN             | Jean-Marie Le Pen       | 31 184  | 18,91 %    | 39 160  | 22,06 %    |  |  |
|                | RPR            | Jacques Chirac          | 28 802  | 17,46 %    | 138 348 | 77,94 %    |  |  |
|                | PS             | Lionel Jospin           | 25 955  | 15,74 %    |         |            |  |  |
|                | CPNT           | Jean Saint-Josse        | 15 281  | 9,26 %     |         |            |  |  |
|                | UDF            | François Bayrou         | 11 065  | 6,71 %     |         |            |  |  |
|                | LO             | Arlette Laguiller       | 7 993   | 4,85 %     |         |            |  |  |
|                | Les Verts      | Noël Mamère             | 7 482   | 4,54 %     |         |            |  |  |
|                | LCR            | Olivier Besancenot      | 7 043   | 4,27 %     |         |            |  |  |
|                | MC             | Jean-Pierre Chevènement | 6 708   | 4,07 %     |         |            |  |  |
|                | PC             | Robert Hue              | 6 704   | 4,06 %     |         |            |  |  |
|                | DL             | Alain Madelin           | 4 972   | 3,01 %     |         |            |  |  |
|                | MNR            | Bruno Mégret            | 4 347   | 2,64 %     |         |            |  |  |
|                | PRG            | Christiane Taubira      | 2 766   | 1,68 %     |         |            |  |  |
|                | Cap21          | Corinne Lepage          | 2 396   | 1,45 %     |         |            |  |  |
|                | FRS            | Christine Boutin        | 1 646   | 1 %        |         |            |  |  |
|                | PT             | Daniel Gluckstein       | 602     | 0,36 %     |         |            |  |  |
|                |                |                         |         |            |         |            |  |  |
|                |                |                         | Nombre  | % inscrits | Nombre  | % inscrits |  |  |
| Inscrits       | Inscrits       | Inscrits                | 229 022 |            | 228 982 |            |  |  |
| Abstentions    | Abstentions    | Abstentions             | 57 671  | 25,18 %    | 37 948  | 16,57 %    |  |  |
| Votants        | Votants        | Votants                 | 171 351 | 74,82 %    | 191 034 | 83,43 %    |  |  |
|                |                |                         |         |            |         |            |  |  |
|                |                |                         |         | % votants  |         | % votants  |  |  |
| Blancs ou nuls | Blancs ou nuls | Blancs ou nuls          | 6 405   | 3,74 %     | 13 526  | 7,08 %     |  |  |
| Exprimés       | Exprimés       | Exprimés                | 164 946 | 96,26 %    | 177 508 | 92,92 %    |  |  |

### 1995
Après une nouvelle cohabitation et alors que la droite est particulièrement divisée entre Chirac et le Premier ministre Balladur, Jospin réussit à arriver en tête au premier tour de l'élection présidentielle de 1995, malgré la très lourde défaite de la gauche aux législatives de 1993. Au second tour, il est battu par Chirac.
En Lot-et-Garonne, Lionel Jospin arrive en tête du premier tour avec 23,42 % des exprimés, suivi de Jacques Chirac (20,19 %), Édouard Balladur (16,43 %), Jean-Marie Le Pen (14,74 %) et Robert Hue (10,63 %). Au second tour, les électeurs ont voté à 52,06 % pour Jacques Chirac contre 47,94 % pour Lionel Jospin avec un taux de participation de 84,29 % des inscrits.
|                | PS             | Lionel Jospin        | 41 867  | 23,42 %    | 84 746  | 47,94 %    |  |  |
|                | RPR            | Jacques Chirac       | 36 091  | 20,19 %    | 92 025  | 52,06 %    |  |  |
|                | RPR            | Édouard Balladur     | 29 377  | 16,43 %    |         |            |  |  |
|                | FN             | Jean-Marie Le Pen    | 26 345  | 14,74 %    |         |            |  |  |
|                | PC             | Robert Hue           | 19 010  | 10,63 %    |         |            |  |  |
|                | MPF            | Philippe de Villiers | 11 231  | 6,28 %     |         |            |  |  |
|                | LO             | Arlette Laguiller    | 8 908   | 4,98 %     |         |            |  |  |
|                | Les Verts      | Dominique Voynet     | 5 384   | 3,01 %     |         |            |  |  |
|                | S&P            | Jacques Cheminade    | 542     | 0,3 %      |         |            |  |  |
|                |                |                      |         |            |         |            |  |  |
|                |                |                      | Nombre  | % inscrits | Nombre  | % inscrits |  |  |
| Inscrits       | Inscrits       | Inscrits             | 224 985 |            | 224 828 |            |  |  |
| Abstentions    | Abstentions    | Abstentions          | 39 974  | 17,77 %    | 35 310  | 15,71 %    |  |  |
| Votants        | Votants        | Votants              | 185 011 | 82,23 %    | 189 518 | 84,29 %    |  |  |
|                |                |                      |         |            |         |            |  |  |
|                |                |                      |         | % votants  |         | % votants  |  |  |
| Blancs ou nuls | Blancs ou nuls | Blancs ou nuls       | 6 256   | 3,38 %     | 12 747  | 6,73 %     |  |  |
| Exprimés       | Exprimés       | Exprimés             | 178 755 | 96,62 %    | 176 771 | 93,27 %    |  |  |

### 1988
Après deux ans de cohabitation, Mitterrand affronte le Premier ministre Chirac lors de l'élection présidentielle de 1988. Le Pen obtient au premier tour un score jusque-là sans précédent pour un parti d'extrême droite. Au second tour, Mitterrand est facilement réélu.
En Lot-et-Garonne, François Mitterrand arrive en tête du premier tour avec 33,63 % des exprimés, suivi de Jacques Chirac (18,53 %), Raymond Barre (16,04 %), Jean-Marie Le Pen (15,41 %) et André Lajoinie (8,5 %). Au second tour, les électeurs ont voté à 54,02 % pour François Mitterrand contre 45,98 % pour Jacques Chirac avec un taux de participation de 87,08 % des inscrits.
|                | PS                    | François Mitterrand | 62 147  | 33,63 %    | 101 157 | 54,02 %    |  |  |
|                | RPR                   | Jacques Chirac      | 34 239  | 18,53 %    | 86 108  | 45,98 %    |  |  |
|                | SE                    | Raymond Barre       | 29 635  | 16,04 %    |         |            |  |  |
|                | FN                    | Jean-Marie Le Pen   | 28 485  | 15,41 %    |         |            |  |  |
|                | PC                    | André Lajoinie      | 15 705  | 8,5 %      |         |            |  |  |
|                | Les Verts             | Antoine Waechter    | 6 431   | 3,48 %     |         |            |  |  |
|                | Communiste rénovateur | Pierre Juquin       | 4 313   | 2,33 %     |         |            |  |  |
|                | LO                    | Arlette Laguiller   | 3 242   | 1,75 %     |         |            |  |  |
|                | MPT                   | Pierre Boussel      | 600     | 0,32 %     |         |            |  |  |
|                |                       |                     |         |            |         |            |  |  |
|                |                       |                     | Nombre  | % inscrits | Nombre  | % inscrits |  |  |
| Inscrits       | Inscrits              | Inscrits            | 224 088 |            | 224 014 |            |  |  |
| Abstentions    | Abstentions           | Abstentions         | 34 986  | 15,61 %    | 28 946  | 12,92 %    |  |  |
| Votants        | Votants               | Votants             | 189 102 | 84,39 %    | 195 068 | 87,08 %    |  |  |
|                |                       |                     |         |            |         |            |  |  |
|                |                       |                     |         | % votants  |         | % votants  |  |  |
| Blancs ou nuls | Blancs ou nuls        | Blancs ou nuls      | 4 305   | 2,28 %     | 7 803   | 4 %        |  |  |
| Exprimés       | Exprimés              | Exprimés            | 184 797 | 97,72 %    | 187 265 | 96 %       |  |  |

### 1981
Lors de l'élection présidentielle de 1981, Giscard d'Estaing arrive en tête au premier tour et affronte, comme la fois précédente, Mitterrand. Pour la première fois, un président sortant est battu : Mitterrand devient le premier président de gauche de la Ve République.
En Lot-et-Garonne, François Mitterrand arrive en tête du premier tour avec 27,37 % des exprimés, suivi de Valéry Giscard d'Estaing (24,59 %), Georges Marchais (18,09 %), Jacques Chirac (17,52 %) et Brice Lalonde (3,77 %). Au second tour, les électeurs ont voté à 55,01 % pour François Mitterrand contre 43,38 % pour Valéry Giscard d'Estaing avec un taux de participation de 88,49 % des inscrits.
|                | PS             | François Mitterrand      | 48 333  | 27,37 %    | 104 405 | 56,62 %    |  |  |
|                | UDF            | Valéry Giscard d'Estaing | 43 424  | 24,59 %    | 79 983  | 43,38 %    |  |  |
|                | PC             | Georges Marchais         | 31 942  | 18,09 %    |         |            |  |  |
|                | RPR            | Jacques Chirac           | 30 945  | 17,52 %    |         |            |  |  |
|                | MEP            | Brice Lalonde            | 6 653   | 3,77 %     |         |            |  |  |
|                | LO             | Arlette Laguiller        | 4 745   | 2,69 %     |         |            |  |  |
|                | MRG            | Michel Crépeau           | 4 288   | 2,43 %     |         |            |  |  |
|                | Divers droite  | Michel Debré             | 2 759   | 1,56 %     |         |            |  |  |
|                | Divers droite  | Marie-France Garaud      | 2 150   | 1,22 %     |         |            |  |  |
|                | PSU            | Huguette Bouchardeau     | 1 347   | 0,76 %     |         |            |  |  |
|                |                |                          |         |            |         |            |  |  |
|                |                |                          | Nombre  | % inscrits | Nombre  | % inscrits |  |  |
| Inscrits       | Inscrits       | Inscrits                 | 214 999 |            | 214 939 |            |  |  |
| Abstentions    | Abstentions    | Abstentions              | 35 283  | 16,41 %    | 24 741  | 11,51 %    |  |  |
| Votants        | Votants        | Votants                  | 179 716 | 83,59 %    | 190 198 | 88,49 %    |  |  |
|                |                |                          |         |            |         |            |  |  |
|                |                |                          |         | % votants  |         | % votants  |  |  |
| Blancs ou nuls | Blancs ou nuls | Blancs ou nuls           | 3 130   | 1,74 %     | 5 810   | 3,05 %     |  |  |
| Exprimés       | Exprimés       | Exprimés                 | 176 586 | 98,26 %    | 184 388 | 96,95 %    |  |  |

### 1974
L'élection présidentielle de 1974 est une élection anticipée à la suite de la mort de Pompidou. Mitterrand, candidat unique de la gauche, est largement en tête au premier tour devant Giscard d'Estaing, qui distance lui-même Chaban-Delmas. Au terme d'une campagne animée, marquée par un débat télévisé tendu, Giscard d'Estaing l'emporte avec une très courte avance.
En Lot-et-Garonne, François Mitterrand arrive en tête du premier tour avec 47,11 % des exprimés, suivi de Valéry Giscard d'Estaing (22,38 %), Jacques Chaban-Delmas (22,13 %), Arlette Laguiller (2,85 %) et Jean Royer (2,08 %). Au second tour, les électeurs ont voté à 55,01 % pour François Mitterrand contre 44,99 % pour Valéry Giscard d'Estaing avec un taux de participation de 88,74 % des inscrits.
|                | PS             | François Mitterrand      | 74 260  | 47,11 %    | 89 272  | 55,01 %    |  |  |
|                | RI             | Valéry Giscard d'Estaing | 35 271  | 22,38 %    | 73 009  | 44,99 %    |  |  |
|                | UDR            | Jacques Chaban-Delmas    | 34 880  | 22,13 %    |         |            |  |  |
|                | LO             | Arlette Laguiller        | 4 497   | 2,85 %     |         |            |  |  |
|                | SE             | Jean Royer               | 3 271   | 2,08 %     |         |            |  |  |
|                | SE, écologiste | René Dumont              | 1 658   | 1,05 %     |         |            |  |  |
|                | FN             | Jean-Marie Le Pen        | 1 649   | 1,05 %     |         |            |  |  |
|                | MDSF           | Émile Muller             | 785     | 0,5 %      |         |            |  |  |
|                | FCR            | Alain Krivine            | 646     | 0,41 %     |         |            |  |  |
|                | NAR            | Bertrand Renouvin        | 332     | 0,21 %     |         |            |  |  |
|                | MFE            | Jean-Claude Sebag        | 285     | 0,18 %     |         |            |  |  |
|                |                |                          |         |            |         |            |  |  |
|                |                |                          | Nombre  | % inscrits | Nombre  | % inscrits |  |  |
| Inscrits       | Inscrits       | Inscrits                 | 185 746 |            | 185 689 |            |  |  |
| Abstentions    | Abstentions    | Abstentions              | 26 535  | 14,29 %    | 20 904  | 11,26 %    |  |  |
| Votants        | Votants        | Votants                  | 159 211 | 85,71 %    | 164 785 | 88,74 %    |  |  |
|                |                |                          |         |            |         |            |  |  |
|                |                |                          |         | % votants  |         | % votants  |  |  |
| Blancs ou nuls | Blancs ou nuls | Blancs ou nuls           | 1 591   | 1 %        | 2 504   | 1,52 %     |  |  |
| Exprimés       | Exprimés       | Exprimés                 | 157 620 | 99 %       | 162 281 | 98,48 %    |  |  |

### 1969
L'élection présidentielle de 1969 est une élection anticipée à la suite de la démission de De Gaulle. La gauche se lance désunie dans la course et, bien que Duclos (PCF) manque de le devancer, c'est le président par intérim Poher qui accède au second tour face à l'ex-Premier ministre Pompidou. Alors que Duclos refuse d'appeler à voter au second tour pour « bonnet blanc ou blanc bonnet », Pompidou est finalement largement élu.
En Lot-et-Garonne, Georges Pompidou arrive en tête du premier tour avec 36,66 % des exprimés, suivi de Alain Poher (28,11 %), Jacques Duclos (25,47 %), Gaston Defferre (4,13 %) et Michel Rocard (3,16 %). Au second tour, les électeurs ont voté à 52,14 % pour Alain Poher contre 47,86 % pour Georges Pompidou avec un taux de participation de 76,24 % des inscrits.
|                | UDR            | Georges Pompidou | 51 573  | 36,66 %    | 59 356  | 47,86 %    |  |  |
|                | CD             | Alain Poher      | 39 549  | 28,11 %    | 64 656  | 52,14 %    |  |  |
|                | PC             | Jacques Duclos   | 35 837  | 25,47 %    |         |            |  |  |
|                | SFIO           | Gaston Defferre  | 5 814   | 4,13 %     |         |            |  |  |
|                | PSU            | Michel Rocard    | 4 449   | 3,16 %     |         |            |  |  |
|                | SE             | Louis Ducatel    | 1 807   | 1,28 %     |         |            |  |  |
|                | LC             | Alain Krivine    | 1 651   | 1,17 %     |         |            |  |  |
|                |                |                  |         |            |         |            |  |  |
|                |                |                  | Nombre  | % inscrits | Nombre  | % inscrits |  |  |
| Inscrits       | Inscrits       | Inscrits         | 178 358 |            | 178 291 |            |  |  |
| Abstentions    | Abstentions    | Abstentions      | 35 677  | 20 %       | 42 354  | 23,76 %    |  |  |
| Votants        | Votants        | Votants          | 142 681 | 80 %       | 135 937 | 76,24 %    |  |  |
|                |                |                  |         |            |         |            |  |  |
|                |                |                  |         | % votants  |         | % votants  |  |  |
| Blancs ou nuls | Blancs ou nuls | Blancs ou nuls   | 2 001   | 1,4 %      | 11 925  | 8,77 %     |  |  |
| Exprimés       | Exprimés       | Exprimés         | 140 680 | 98,6 %     | 124 012 | 91,23 %    |  |  |

### 1965
L'élection présidentielle de 1965 est la première élection au suffrage universel direct à la suite du référendum d'octobre 1962. De Gaulle est mis en ballottage, à la surprise générale, par Mitterrand, candidat unique de la gauche. La campagne du second tour est axée sur l'Europe et les relations internationales ainsi que sur l'armement nucléaire. De Gaulle est finalement réélu avec une large avance.
En Lot-et-Garonne, François Mitterrand arrive en tête du premier tour avec 38,82 % des exprimés, suivi de Charles de Gaulle (31,37 %), Jean Lecanuet (16,22 %), Jean-Louis Tixier-Vignancour (10,19 %) et Pierre Marcilhacy (2,28 %). Au second tour, les électeurs ont voté à 59,43 % pour François Mitterrand contre 40,57 % pour Charles de Gaulle avec un taux de participation de 86,7 % des inscrits.
|                | CIR            | François Mitterrand          | 57 734  | 38,82 %    | 87 074  | 59,43 %    |  |  |
|                | UNR            | Charles de Gaulle            | 46 654  | 31,37 %    | 59 437  | 40,57 %    |  |  |
|                | MRP            | Jean Lecanuet                | 24 127  | 16,22 %    |         |            |  |  |
|                | SE             | Jean-Louis Tixier-Vignancour | 15 154  | 10,19 %    |         |            |  |  |
|                | PLE            | Pierre Marcilhacy            | 3 384   | 2,28 %     |         |            |  |  |
|                | SE             | Marcel Barbu                 | 1 664   | 1,12 %     |         |            |  |  |
|                |                |                              |         |            |         |            |  |  |
|                |                |                              | Nombre  | % inscrits | Nombre  | % inscrits |  |  |
| Inscrits       | Inscrits       | Inscrits                     | 174 014 |            | 174 052 |            |  |  |
| Abstentions    | Abstentions    | Abstentions                  | 23 592  | 13,56 %    | 23 152  | 13,3 %     |  |  |
| Votants        | Votants        | Votants                      | 150 422 | 86,44 %    | 150 900 | 86,7 %     |  |  |
|                |                |                              |         |            |         |            |  |  |
|                |                |                              |         | % votants  |         | % votants  |  |  |
| Blancs ou nuls | Blancs ou nuls | Blancs ou nuls               | 1 705   | 1,13 %     | 4 389   | 2,91 %     |  |  |
| Exprimés       | Exprimés       | Exprimés                     | 148 717 | 98,87 %    | 146 511 | 97,09 %    |  |  |